# Ihor Biskup
Ihor Iwanowycz Biskup, ukr. Ігор Іванович Біскуп, ros. Игорь Иванович Бискуп, Igor Iwanowicz Biskup (ur. 11 sierpnia 1960 w Monasterzysce, w obwodzie tarnopolskim) – ukraiński piłkarz, grający na pozycji obrońcy, a wcześniej pomocnika, trener piłkarski.

## Kariera piłkarska

### Kariera klubowa
Rozpoczął karierę piłkarską w 1978 w Nywie Podhajce, która potem przeniosła się do Tarnopola. Przez wiele lat występował w tarnopolskim klubie. W 1992 w wieku 31 lat debiutował w Wyższej Lidze Ukrainy. Rozegrał w niej 228 meczów. Był wieloletnim kapitanem drużyny. W maju 2002 zakończył karierę piłkarską. Ogółem w swojej karierze zawodowej na szczeblu profesjonalnym wychodził na boisko 555 razy i strzelił 51 gole.

## Kariera trenerska
Jeszcze grając w Nywie Tarnopol rozpoczął pracę trenerską. Po zakończeniu kariery zawodowej dalej pracował w sztabie szkoleniowym Nywy. W maju 2003 wyjechał do Anglii, gdzie również łączył funkcje piłkarza i trenera w klubie URSS Londyn, który łączył obcokrajowców z byłego ZSRR, pracujących w Anglii. Z drużyna pracował do końca 2007, a potem powrócił do Tarnopola, gdzie pomagał trenować Nywę Tarnopol. W marcu 2010 pełnił obowiązki głównego trenera w klubie. W marcu 2011 ponownie objął stanowisko głównego trenera Nywy Tarnopol.

## Nagrody i odznaczenia

### Sukcesy klubowe
- mistrz Ukraińskiej SRR spośród drużyn amatorskich: 1982
- zdobywca Pucharu Ukraińskiej SRR spośród drużyn amatorskich: 1980
- wicemistrz Ukraińskiej SRR: 1987
- brązowy medalista Ukraińskiej SRR: 1989

### Odznaczenia
- tytuł Mistrza Sportu Ukrainy.